# Hodnelandsholmane
Hodnelandsholmane est une île dans le landskap Sunnhordland du comté de Vestland. Elle appartient administrativement à Lindås.

## Géographie
Rocheuse et désertique à l'exception de quelques bosquets, à fleur d'eau, elle s'étend sur environ 88 m de longueur pour une largeur approximative de 62 m.   